# 蘭金 (密蘇里州)
蘭金（英語：Rankin）是位於美國密蘇里州安德魯縣的非建制地區。

## 歷史
蘭金的郵局於1894年設立，其後於1908年停運。

## 地理
蘭金所處的海拔為高於海平面292米（即958英呎），而該地所採用的時區為UTC-6，即北美中部時區（CST）。同時該地設有夏令時間，為UTC-6調快一小時，即UTC-5（CDT）。